# Valmet 2005/2105
Valmet 2005/2105, från början Volvo BM Valmet 2005/2105, är en svensk/finsk stortraktor tillverkad av Volvo i Eskilstuna åren 1985-1989. 2005/2105 är efterföljare av gamla BM 2654. 2005 har en sexcylindrig Volvo motor med turbo (TD60B) och 2105 har en sexcylindrig motor med turbo och intercooler (TD60K). Från 1987 heter modellerna endast Valmet/Valtra. Det blir slutpunkten för svensk traktortillverkning.

## Motor
- 2005, Volvo TD60B.
- 2105, Volvo TD60K med intercooler.

## Effekt
- 2005, 140 hk.
- 2105, 163 hk.

## Tillverkning
- Volvo BM Valmet, 1985-1987.
- Valmet, 1987-1989.